# Вихрущ Володимир Павлович
Володи́мир Па́влович Ви́хрущ (псевдонім — Володимир Українець; 4 березня 1934, с. Августівка Козівського району Тернопільської області — 23 червня 1999, м. Тернопіль) — поет, доктор економічних наук (1991 р.), професор (1991 р.), заслужений економіст України (1990 р.), член-кореспондент Академії підприємництва та менеджменту України (1995 р.), академік Академії економічних наук (1997), член науково-професійного товариства ім. М. Міхновського, член Спілки письменників України (1976). Батько доктора педагогічних наук Анатолія Вихруща.

## Нагороди
- Орден Трудового червоного прапора
- Орден «Знак Пошани»
- Всеукраїнська літературно-мистецька премія імені Братів Богдана та Левка Лепких (1992)
- Премія імені Іванни Блажкевич (1994)

## Життєпис
Володимир Павлович Вихрущ народився 4 березня 1934 року в селі Августівці Козівського району Тернопільської області в сім'ї селянина. Навчався у Конюхівській 8-річній школі, 1952 року закінчив Львівський фінансово-кредитний технікум, відтак — Одеський кредитно-економічний інститут (1959), Інститут управління (м. Москва), Інститут менеджменту (м. Київ), аспірантуру. 1991-го року захистив докторську дисертацію на тему: «Проблеми регулювання економічного і соціального розвитку регіонів в умовах переходу до ринкових відносин».
Працював старшим інспектором Лановецького районного фінансового відділу, головою колективного господарству в с. Вербовець Лановецького району.
Від 1965 — завідувач Заліщицького районного фінансового відділу, від 1968 — в Тернопільському фінансово-економічному інституті (нині ЗУНУ): старший викладач кафедри фінансів, декан.
Упродовж 20 років — голова обласного плану, заступник голови Тернопільського обласного виконавчого комітету. Від 1992 — завідувач кафедри економіки підприємств і корпорацій ТАНГ.

## Творчий доробок
Досліджував розвиток бізнесу, раціонального використання ресурсів на регіональному рівні. Автор понад 100 наукових праць, у тому числі кількох монографій, навчальних посібників, більше 25 збірок поезій та пісень. Низку віршів Вихруща перекладено болгарською, польською та іншими мовами.

### Поетичні збірки
- Барви сонця (1972)
- Утверджую день (1975)
- Чебрець (1977)
- Веління серця (1979)
- Подих весни (1980)
- Поезії (1982)
- На крилах любові (1984)
- Вірші та поеми (1986)
- Полум'я калини (1988)
- Серпень душі моєї (1990)
- Мамина світлиця (1991)
- Світло душі (1991)
- Квіти надії (1992)
- Шлях до волі (1992)
- Світ починається з любові (1995)

Композитори Микола Колесса, Юлій Мейтус, Володимир Верменич, Андрій Кушніренко, Анатолій Кос-Анатольський, Мирослав Скорик, Анатолій Горчинський, Ярослав Смеречанський, Теодор Хмурич, Юрій Кіцила, Владислав Толмачов, Ярослав Дуб та інші написали музику до багатьох його поезій.
Вони звучать у виконанні Ніни Матвієнко, сестер Байко, Алли Кудлай, а також самодіяльних співаків та вокальних ансамблів.

### Збірки пісень
- Пісні барвінкового краю (1983)
- Немає кращої землі, як наша рідна Україна (Австралія, 1991)
- Рідна сторона (1994)
- Кроком руш! (1995)
- З Україною в серці (1996)
- Троянди на мечах (1998)

### Популярні пісні
- Білі черемхи [Архівовано 4 березня 2014 у Wayback Machine.]
- Доленька [Архівовано 4 березня 2014 у Wayback Machine.]
- Сік землі [Архівовано 4 березня 2014 у Wayback Machine.]
- Тернопіль вечірній [Архівовано 4 березня 2014 у Wayback Machine.]
- Славимо, Боже, Тебе [Архівовано 4 березня 2014 у Wayback Machine.]

## Вшанування

Могила Володимира Вихруща на Микулинецькому цвинтарі

Ім'ям Володимира Вихруща названа Тернопільська спеціалізована школа № 17.
4 березня 2014 р. на будинку по вулиці Замковій, 7 у Тернополі, в якому тривалий час жив поет, відкрили меморіальну дошку.
30 березня 2015 в Українському домі «Перемога» композитор Юрій Кіцила провів творчий вечір, присвячений Володимиру Вихрущу.